# Куба (Азербайджан)
Куба́, або Ґуба́ (азерб. Quba) — місто в Азербайджані, адміністративний центр Кубинського району та один з найрозвиненіших населених пунктів Куба-Хачмазького економічного району. Розташовується за 28 км від залізничної станції Хачмаз.
Населення 23,9 тис. осіб (станом на 2012 рік).

## Історія
Місто було засноване в XV столітті, в другій половині XVIII століття був столицею Кубинського ханства. Центр садівничого району. Відомий центр килимарства. У Кубі знаходиться філія Азербайджанського університету мистецтв. Є історико-краєзнавчий музей.
Передмістя Красна Слобода (Qırmızı Qəsəbə), а також саме місто — є одним із центрів концентрації гірських євреїв в Азербайджані.

## Клімат
| Кліматограма Куба                                                                     | Кліматограма Куба | Кліматограма Куба | Кліматограма Куба | Кліматограма Куба | Кліматограма Куба | Кліматограма Куба | Кліматограма Куба | Кліматограма Куба | Кліматограма Куба | Кліматограма Куба | Кліматограма Куба |
| ------------------------------------------------------------------------------------- | ----------------- | ----------------- | ----------------- | ----------------- | ----------------- | ----------------- | ----------------- | ----------------- | ----------------- | ----------------- | ----------------- |
| С                                                                                     | Л                 | Б                 | К                 | Т                 | Ч                 | Л                 | С                 | В                 | Ж                 | Л                 | Г                 |
| 62 2 −4                                                                               | 58 9 −3           | 55 15 −1          | 53 20 2           | 44 22 11          | 33 28 15          | 27 31 17          | 11 32 19          | 66 26 13          | 47 21 8           | 55 12 2           | 54 5 −3           |
| Середня макс. і мін. температури повітря (°C) Атмосферні опади (мм), за рік : 565 мм. |                   |                   |                   |                   |                   |                   |                   |                   |                   |                   |                   |